# Phlogophilus
Phlogophilus és un gènere d'ocells de la subfamília dels lesbins (Lesbiinae) dins la família dels troquílids (Trochilidae). Aquests colibrís habiten zones meridionals del Neotròpic.

## Taxonomia
Segons la Classificació del Congrés Ornitològic Internacional (versió 14.1, 2024) aquest gènere està format per dues espècies:
- colibrí de Hartert (Phlogophilus harterti).
- colibrí de collar blanc (Phlogophilus hemileucurus).